# Meridià 152 a l'est
El meridià 152 a l'est de Greenwich és una línia de longitud que s'estén des del pol Nord travessant l'oceà Àrtic, Àsia, Oceania l'oceà Índic, l'oceà Antàrtic, Austràlia i l'Antàrtida fins al pol Sud.
El meridià 152 a l'est forma un cercle màxim amb el meridià 28 a l'oest. Com tots els altres meridians, la seva longitud correspon a una semicircumferència terrestre, uns 20.003,932 km. Al nivell de l'Equador, és a una distància del meridià de Greenwich de 16.920 km.

## De Pol a Pol
Començant en el pol Nord i dirigint-se cap al pol Sud, aquest meridià travessa:
| Coordenades                               | País, territori o mar   | Notes |
| ----------------------------------------- | ----------------------- | --- |
| 90° 0′ N, 152° 0′ E / 90.000°N,152.000°E  | Oceà Àrtic              | |
| 76° 53′ N, 152° 0′ E / 76.883°N,152.000°E | Mar de Sibèria Oriental | |
| 71° 4′ N, 152° 0′ E / 71.067°N,152.000°E  | Rússia                  | Sakhà Óblast de Magadan — des de 64° 29′ N, 152° 0′ E / 64.483°N,152.000°E |
| 58° 53′ N, 152° 0′ E / 58.883°N,152.000°E | Mar d'Okhotsk           | |
| 46° 58′ N, 152° 0′ E / 46.967°N,152.000°E | Rússia                  | Óblast de Sakhalín — illa de Simushir, illes Kurils |
| 46° 53′ N, 152° 0′ E / 46.883°N,152.000°E | Oceà Pacífic            | |
| 7° 25′ N, 152° 0′ E / 7.417°N,152.000°E   | Micronèsia              | Illes Chuuk |
| 7° 13′ N, 152° 0′ E / 7.217°N,152.000°E   | Oceà Pacífic            | |
| 2° 36′ S, 152° 0′ E / 2.600°S,152.000°E   | Papua Nova Guinea       | Illes Tabar |
| 2° 58′ S, 152° 0′ E / 2.967°S,152.000°E   | Oceà Pacífic            | |
| 3° 14′ S, 152° 0′ E / 3.233°S,152.000°E   | Papua Nova Guinea       | illa de Nova Irlanda |
| 3° 26′ S, 152° 0′ E / 3.433°S,152.000°E   | Mar de Bismarck         | |
| 4° 11′ S, 152° 0′ E / 4.183°S,152.000°E   | Papua Nova Guinea       | illa de Nova Bretanya |
| 4° 59′ S, 152° 0′ E / 4.983°S,152.000°E   | Mar de Salomó           | |
| 5° 12′ S, 152° 0′ E / 5.200°S,152.000°E   | Papua Nova Guinea       | illa de Nova Bretanya |
| 5° 28′ S, 152° 0′ E / 5.467°S,152.000°E   | Mar de Salomó           | Passa a través de les illes Marshall Bennett, Papua Nova Guinea (a 9° 20′ S, 152° 0′ E / 9.333°S,152.000°E) · Passa a través de l'arxipèlag Louisiade, Papua Nova Guinea (a 10° 45′ S, 152° 0′ E / 10.750°S,152.000°E)   |
| 11° 16′ S, 152° 0′ E / 11.267°S,152.000°E | Mar del Corall          | Passa a través de les Illes del Mar del Corall Austràlia |
| 24° 25′ S, 152° 0′ E / 24.417°S,152.000°E | Austràlia               | Queensland Nova Gal·les del Sud — des de 28° 32′ S, 152° 0′ E / 28.533°S,152.000°E Queensland — des de 28° 39′ S, 152° 0′ E / 28.650°S,152.000°E Nova Gal·les del Sud — des de 28° 54′ S, 152° 0′ E / 28.900°S,152.000°E |
| 32° 48′ S, 152° 0′ E / 32.800°S,152.000°E | Oceà Pacífic            | |
| 60° 0′ S, 152° 0′ E / 60.000°S,152.000°E  | Oceà Antàrtic           | |
| 68° 29′ S, 152° 0′ E / 68.483°S,152.000°E | Antàrtida               | Territori Antàrtic Australià, reclamat per Austràlia |